# Catfoss
Catfoss – osada w Anglii, w hrabstwie East Riding of Yorkshire. Leży 20 km na północ od miasta Hull i 268 km na północ od Londynu.